# .eg

.eg는 이집트의 인터넷 국가 코드 최상위 도메인이다.

## 2차 도메인
여러 개의 2차 도메인이 있다. 등록은 2차 도메인(.eg 바로 아래) 또는 이러한 이름 아래의 3차 도메인 수준에서 가능하며, 필요한 서류는 선택한 항목에 따라 다를 수 있다.
- .ac.eg: 학술 사이트.
- .com.eg: 상업용 사이트.
- .edu.eg: 교육 사이트.
- .egregistry.eg: 최상위 도메인 서비스
- .eun.eg: 이집트 대학 네트워크.
- .gov.eg: 정부 사이트.
- .info.eg: 정보 부문.
- .mil.eg: 군사 사이트.
- .name.eg: 개인 "이름" 웹사이트.
- .net.eg: 네트워킹 및 IT 서비스.
- .org.eg: 이집트 비정부기구.
- .sci.eg: 과학 사이트.
- .sport.eg: 스포츠 사이트.
- .tv.eg: 영상미디어.